# Charlotte Perriand

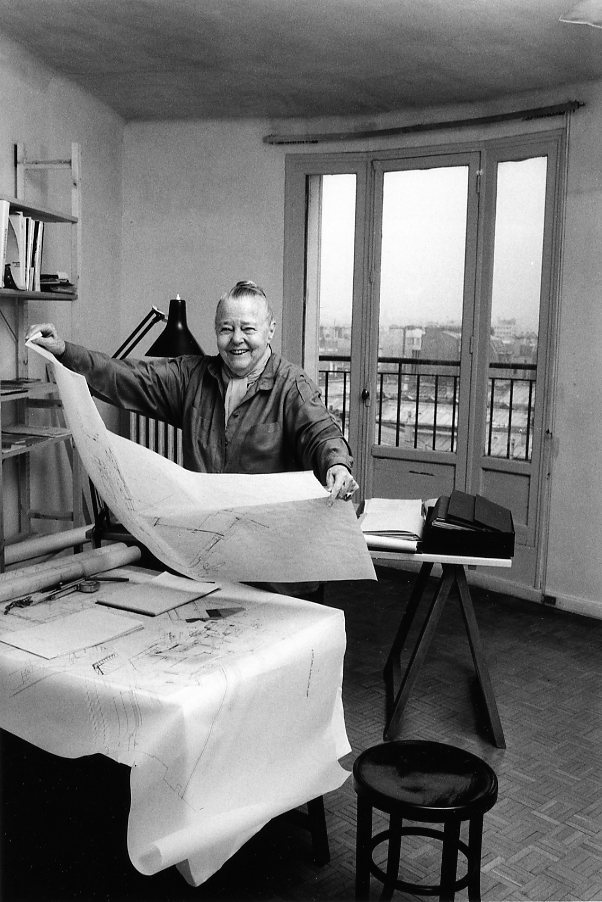
Charlotte Perriand, 1991

Charlotte Perriand (* 24. Oktober 1903 in Paris; † 27. Oktober 1999 in Paris) war eine französische Architektin, Innenarchitektin und Möbeldesignerin. Sie entwickelte innovative Gestaltungskonzepte, darunter modular aufgebaute und vorfabrizierte Strukturen, die den Bedürfnissen und Bewegungen ihrer Bewohner entsprachen. Sie revolutionierte das Design funktionaler Lebensräume mit der Überzeugung, dass gutes Design eine bessere Gesellschaft fördert. Sie beeinflusste nicht nur europäisches Design, sondern auch das japanische Industriedesign und hinterließ mit Projekten wie den Skiressorts in Les Arcs dauerhafte Spuren in der Architekturwelt.

## Anfänge
Perriand studierte von 1921 bis 1925 Innenarchitektur an der von Henri Rapin geleiteten Kunstgewerbeschule Union Centrale des Arts Décoratifs in Paris bei Rapin und Maurice Dufrène. Nach Ende des Studiums brach sie mit dem traditionellen Kunstgewerbe und begann, Möbel zu entwerfen. Ihre Arbeiten wurden zuerst in der Société des Artistes Décorateurs präsentiert.
Aufsehen erregte ihre vollständig aus vernickeltem Kupfer und eloxiertem Aluminium konstruierte Bar sous le toit („Bar unterm Dach“), die sie für ihr eigenes Studio entwarf und die auf der Ausstellung Salon d’Automne im Jahr 1927 zu sehen war. Im gleichen Jahr, im Alter von 24 Jahren, begann ihre zehn Jahre währende Mitarbeit an sämtlichen Möbel- und Interiordesign-Projekten im Atelier von Le Corbusier und Pierre Jeanneret im Haus Rue de Sèvres 35 in Paris. Die meisten Möbeldesigns des Le-Corbusier-Studios aus dieser Zeit stammen von ihr, so die im Schweizer Pavillon (1931–33) und unter anderem die ersten Stahlrohrdesigns für Möbelsysteme Équipement de l’habitation (1928–1929), die vielbeachtet auf dem Salon d’Automne ausgestellt wurden. Da ihnen die Jury der Société des Artistes Décorateurs nicht genügend Ausstellungsfläche zur Verfügung stellte, traten Le Corbusier, Jeanneret und Perriand aus der Societé aus und gründeten die Künstlervereinigung Union des Artistes Moderne (UAM). 1930 machte Perriand die Bekanntschaft mit dem Maler Fernand Léger. Im Folgejahr stellte sie unter eigenem Namen bei der UAM aus.
Zur gleichen Zeit begann Charlotte Perriand, sich auch der Fotografie zu widmen. Im März 1937 verließ sie das Studio Le Corbusier-Jeanneret, arbeitete jedoch auch danach intensiv an einzelnen Projekten der beiden mit, so z. B. an der Innenausstattung einschließlich der Küche der Unité d’Habitation in Marseille zwischen 1947 und 1950. 1940 eröffnet sie gemeinsam mit Jean Prouvé und Georges Blanchon ein Architekturbüro zur Gestaltung von Fertighäusern aus Aluminium.

## Politisches Engagement
1931 begann Charlotte Perriand, sich politisch zu engagieren und trat der KP-nahen Association des Écrivains et Artistes Révolutionnaires (AEAR) bei. Mitglieder waren unter anderen auch André Gide und André Malraux. Reisen führten sie nach Deutschland, in die Sowjetunion und nach Griechenland, wo sie 1933 am Kongress des Architektenverbandes CIAM teilnahm. Sie gehörte 1937 zur Vorbereitungsgruppe des CIAM-Kongresses in Paris. Im selben Jahr gestaltete sie mit Fernand Léger die grafische Präsentation des Agrarprogramms der französischen Volksfront-Regierung. Als Reaktion auf den Hitler-Stalin-Pakt verließ sie 1939 die Kommunistische Partei Frankreichs, ohne jedoch ihre sozialistischen Überzeugungen aufzugeben.
Perriands durchaus selbstbewusste Haltung, die sich als Designerin und Innenarchitektin in der Männerwelt behaupten musste, belegt das Foto, in dem sie sich programmatisch mit dem Sessel "Chaise longue basculante" (Chaise longue B 306) - im Handel als "Chaise longue LC 4" = L.C. für Le Corbusier) -  ablichten ließ. Nina Belz schreibt dazu: "Eine junge Frau, Mitte zwanzig und mit Kurzhaarschnitt, liegt auf einer Chaiselongue. Das Gesicht hat sie vom Betrachter abgewendet: vielleicht gelangweilt, vielleicht abweisend, vielleicht schlafend. Das Foto, aufgenommen um 1930, erzählt einiges über Charlotte Perriand. Über ihren Hang zu Nonkonformismus und ihren Mut etwa. Sie wagt es, sich in einer Position zu zeigen, wie es sich für Frauen in dieser Epoche nicht ziemt: die Beine lässig überschlagen und unerhört hoch in der Luft. Um den Hals trägt sie eine Kette aus großen verchromten Messingkugeln, die sie selbst entworfen hat und selbstbewusst ihr «Kugellager» nannte".

## Asienaufenthalt
1940 reiste Charlotte Perriand auf Einladung des japanischen Ministeriums für Handel und Industrie nach Japan. Während sie offiziell eine Vortragsreihe für japanische Industrielle halten muss, nutzt sie die Gelegenheit, um in die grafische Welt des Archipels einzutauchen. Ihr Aufenthalt als Beraterin im Bereich Kunst und Kunsthandwerk hatte einen wesentlichen Einfluss auf die Entwicklung des japanischen Designs. Ihr Assistent in Japan war der Designer Sori Yanagi. Aber auch Perriands Entwürfe veränderten sich nun und nahmen Einflüsse des japanischen Handwerks auf. Zudem verwendete sie beispielsweise Bambus für ihre Möbel. Sie organisierte Ausstellungen und bekam Aufträge in Indochina, wo sie 1943 bis 1946 verschiedene Aktivitäten zur Ausbildung von Kunsthandwerkern koordinierte und als Innenarchitektin tätig war.
"Bei einem zweiten Aufenthalt 1953-1954 beginnt die fantastische und dennoch perfektionistische Designerin mit der Erforschung der Standardisierung aller Komponenten, die für die Herstellung von Bibliotheken und anderen Stauräumen notwendig sind. In Erinnerung geblieben ist ihr ein Besuch in der kaiserlichen Villa Katsura. In dem aus dem 18. Jahrhundert stammenden Kyoto-Palast hatte sie 1941 „an einer Wand wolkenförmig angeordnete Tafeln“ entdeckt. Daraus schöpfte sie die Idee, die den berühmten „Cloud-Bibliotheken“ zugrunde liegt. „Mit Aluminium-Plots, in freier Form, die einen Raum rhythmisiert und die Objekte hervorhebt, die sie trägt“, schrieb Charlotte Perriand damals".

## Rückkehr nach Paris
1946 kehrte sie zurück nach Paris und arbeitete erneut mit Le Corbusier, Pierre Jeanneret, Georges Blanchon und Jean Prouvé zusammen, in dessen Werkstatt in Nancy ihre Möbelentwürfe ausgeführt wurden. Weitere Gestaltungen waren beispielsweise zwischen 1946 und 1949 Möblierungen für Ferienhäuser in Méribel-les-Allues.
Neben privaten Auftraggebern, dem Vertrieb von Möbeln über die Pariser Galerie Steph Simon (von 1956 bis 1974) waren es vor allem Projekte für staatliche Institutionen und Unternehmen wie Air France, die bei ihr Möbel und Einrichtungen in Auftrag gaben. Für Air France entwarf sie 1957 auch das Londoner Büro.  und 1959 bis 1970 das Konferenzzimmer für die Vereinten Nationen in Genf.
Im Januar 1958 beginnt Perriand auf Empfehlung von Lúcio Costa mit den ersten Innenraumstudien für den Brasilianischen Pavillon (Fertigstellung 1959), eigentlich ein Entwurf von Costa, der im Atelier von Le Corbusier durch André Wogenscky in Analogie zum Schweizer Pavillon von 1933 umgeformt wurde. "Le Corbusier akzeptiert die Empfehlung und freut sich auf das Wiedersehen mit seiner ehemaligen Schülerin. "Im März gibt Le Corbusier ihr eine ganze Reihe von sehr genauen Anweisungen … erstellt genaue Pläne für die Einrichtung jedes der Gemeinschaftsräume und Studentenzimmer, gibt Anweisungen für die gesamte Polychromie des Gebäudes, die Art der Böden, die Decke und die Lage aller Beleuchtung. „Wie bei der Ausstattung der Wohneinheit in Marseille will er, dass sie sich auf eine bloße Rolle als Vollstreckerin beschränkt“. Von all ihren Plänen bleibt ihr nur ein Hocker. Die Designerin ist nicht mehr die junge Frau aus der Zeit des Schweizer Pavillons, sondern eine anerkannte Designerin, die mit ihren Ideen, ihren Überzeugungen kommt und sich voll und ganz in das Projekt einbringt… was Corbu wenig begeistert. Es beginnt ein Krieg zwischen den beiden „Freunden“ vor dem Hintergrund finanzieller Probleme beider Seiten…Le Corbusier besucht einen Prototyp des Zimmers und nimmt Änderungen vor und entfernt das Bett "Lit SCAL" (Prouvé/Perriand). Der Architekt, der kürzlich seine Frau verloren hat, nutzt dann die jüngste Krankheit von Perriand, um sie dazu zu bringen, sich so wenig wie möglich einzumischen, wie dieser Austausch zeigt: „Dieses Wort, um dir zu sagen, dass jetzt alles in Ordnung ist im CUB (Université Brasil). Du musst dich nicht überwinden, du wirst so müde. Dein alter Corbu“ Die Einweihung des Maison du Brasil am 24. Juni 1959 steht ganz im Zeichen von Le Corbusier, während Perriand abwesend ist".
Viele Projekte wie etwa die Einrichtung von 2000 Studentenappartements in Antony bei Paris (mit Jean Prouvé) lassen zudem ihr soziales Engagement erkennen. Ende der 1960er Jahre beteiligte sie sich am Entwurf von Hotels und Wohnungen in den französischen Alpen, bekannt unter dem Namen Les Arcs. In den 1980er Jahren leitete Perriand für kurze Zeit die Jury International Competition for New Office Furniture, die das französische Kultusministerium unterstützte.

## Wirkung
Heute werden ihre Möbel vor allem als hochwertige Sammlungsgegenstände begriffen. Da es sich nicht um Produkte im herkömmlichen Sinn handelt, die von Möbelherstellern in großen Stückzahlen gefertigt wurden, sondern um Kleinserien-Objekte, die oft für bestimmte architektonische Projekte gedacht waren, hat sich ein Markt für Perriand-Möbel entwickelt. Tische und kleinere Regale von Charlotte Perriand erzielen üblicherweise bei Auktionen mindestens fünfstellige Summen. Ein halbbogenförmiger Arbeitstisch erzielte auf einer Auktion des Pariser Auktionshaus Artcurial im Oktober 2017 einen Rekordpreis von 703.400 Euro. In einer der wenigen deutschsprachigen Veröffentlichungen über ihre Notizbücher aus der Zeit bei Le Corbusier und Pierre Jeanneret findet sich ein Aufsatz Zwischen Luxus und Askese, der die Bandbreite des Schaffens von Perriand umreißt: Einerseits steht sie mit den von ihr mitgeschaffenen LC-Möbeln für einen teuren zeitgenössischen Einrichtungsstil, doch ihre Absichten zielten auf eine Verbesserung der Wohnverhältnisse breiter Schichten. Ihre Stahlrohrmöbel der 1920er und 1930er Jahre werden dem Internationalen Stil zugeordnet.
Etliche Ausstellungen widmeten sich dem Leben und Werk von Charlotte Perriand, beispielsweise große Retrospektiven in Japan (1955), Paris (1956, 1985) und London (1998). Viele Buchpublikationen dokumentieren ihre Arbeit als die einer der wichtigsten Persönlichkeiten der gestalterischen Moderne.
Als die Innenarchitektin und Galeristin Heidi Weber Ende der 1950er Jahre vier Avantgarde-Sessel von Le Corbusier, Charlotte Perriand und Pierre Jeanneret in einer ersten Kleinserie in Zürich produzierte und in ihrer Galerie Mezzanin ausstelle, wurde die Urheberschaft der Designermöbel noch ausschließlich Le Corbusier zugeschrieben. Neben diesen Sesseln, deren Rechte Cassina infolge großer Nachfrage von der Galeristin erwarb, hat der italienische Hersteller in den letzten Jahren etliche ihrer Möbelentwürfe wieder aufgelegt. Perriand betreute diese Wiederauflage als Beraterin. Auch ihr zu Lebzeiten unausgeführt gebliebenes Projekt einer Berghütte aus Aluminium und Holz hat Cassina 2012 realisiert.

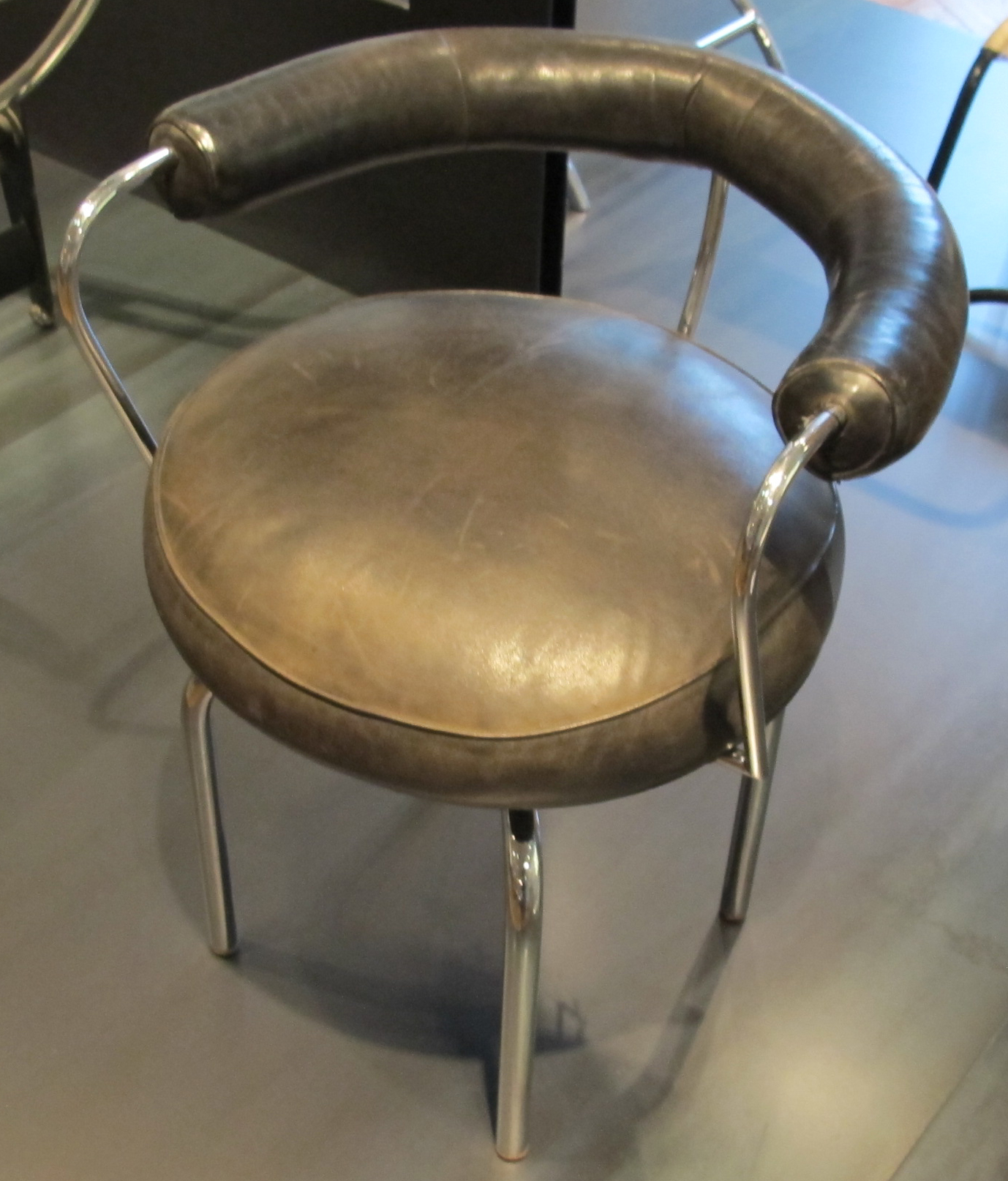
Siège pivotant (1927), drehbarer Sitz, Musée des Arts décoratifs, Paris
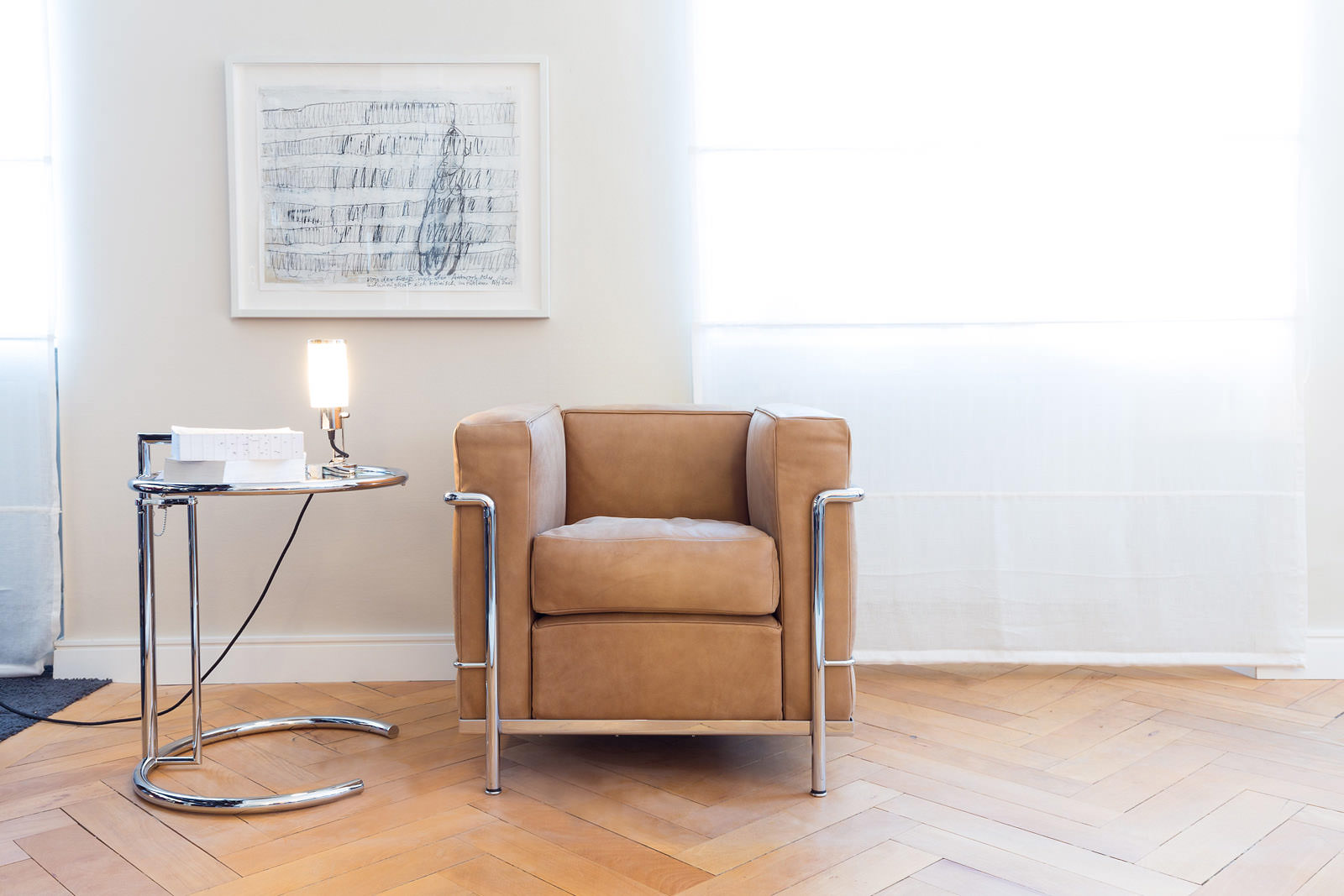
Sessel LC2 von Le Corbusier, Pierre Jeanneret und Charlotte Perriand (1928)
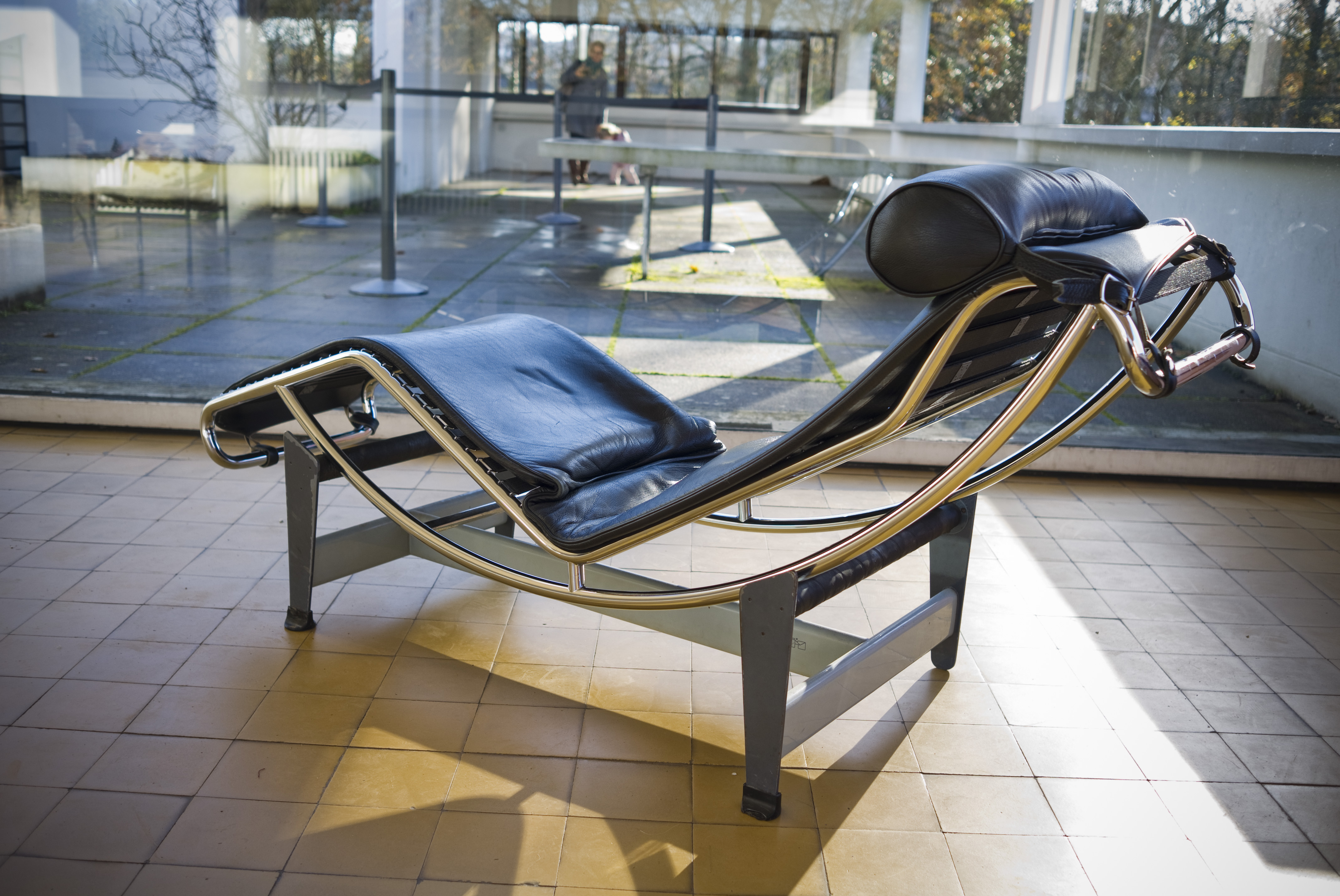
Chaise longue à position variable (B 306), Liege mit variabler Lage, 1928, mit Pierre Jeanneret und Le Corbusier
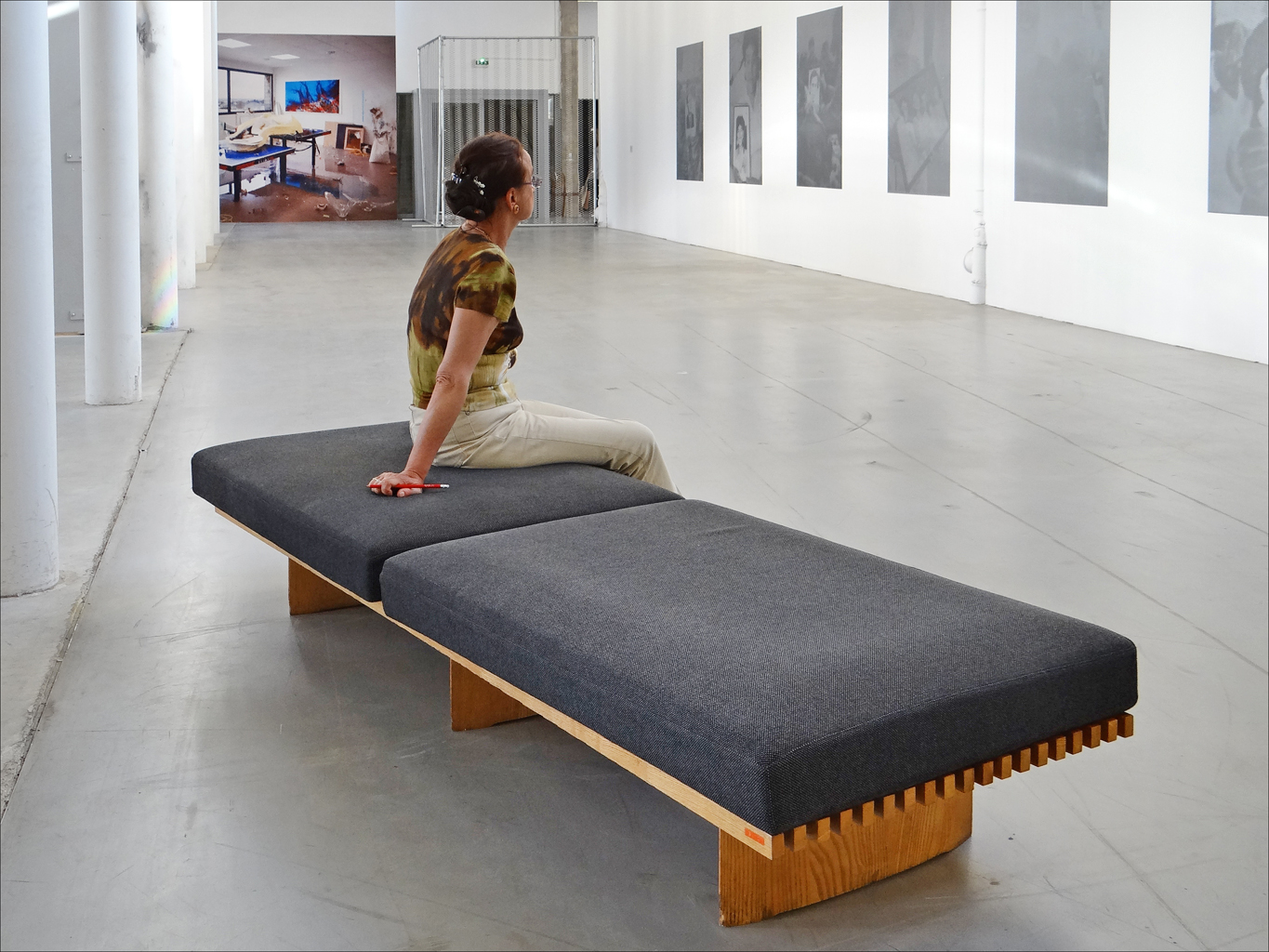
Bank von Ch. Perriand, ursprünglich für die Ausstellung „Die Synthese der Künste“ in Tokio (1955) hergestellt.

## Werk (in Auswahl)
Architektur

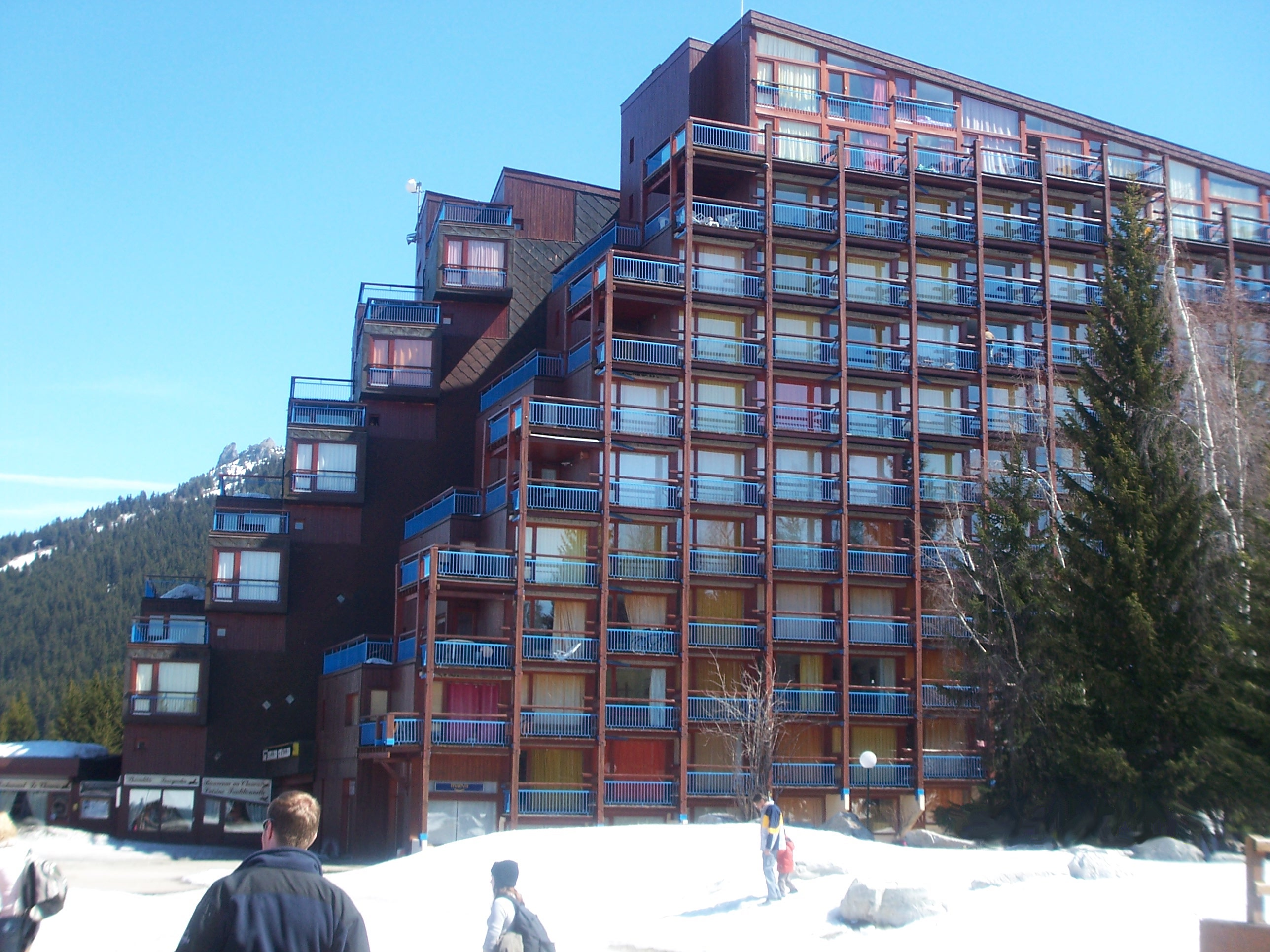
Hotel im Wintersportort Les Arcs

- 1938: Entwurf „Refuge Tonnau“ (Fluchthütte für Bergwanderer, mit Pierre Jeanneret, 2012 ausgeführt).[18]
- 1960: eigenes Chalet in Méribel, Frankreich
- 1968–1978: Les Arcs, Bourg-Saint-Maurice, Frankreich

Innenarchitektur
- 1957–1970: Neugestaltung von Versammlungsräumen im Gebäude der Vereinten Nationen in Genf
- 1957: Büro der Fluggesellschaft Air France in London
- 1959: Büros der Fluggesellschaft Air France in Tokio und Paris (Rue Scribe)

Möbel
- 1927: „Ospite“, stufenlos verlängerbarer Tisch mit beweglichen Lamellen (2009 neu aufgelegt)
- 1928/1929: „Basculant No. B 301“ (Sessel mit kippbarer Rückenlehne, mit Pierre Jeanneret und Le Corbusier)[19]
- 1928: „B 306 / Chaise longue à reglage continu“ (Liege, mit Pierre Jeanneret und Le Corbusier)[20]
- 1928: „Grand Confort No. LC2“ (Klubsessel, mit Pierre Jeanneret und Le Corbusier)[21]
- 1928: LC 4 (Liege, mit Pierre Jeanneret und Le Corbusier)[22]
- 1928: LC 8 (Drehocker, mit Pierre Jeanneret und Le Corbusier)[22]
- 1929: LC 9 (Hocker, mit Pierre Jeanneret und Le Corbusier)[22]
- 1939: „Riflesso“, Regalsystem mit reflektierenden Metallschiebetüren (1999 neu aufgelegt)
- 1940: „Tokyo“, Liege aus Bambus (als Neuinterpretation der von Le Corbusier, Pierre Jeanneret und ihr 1928 gestalteten Stahlrohrliege LC 4; 2010 von Cassina unter der Bezeichnung LC4 CP neu aufgelegt)[23]
- 1953: „Ombra“, Sessel (1999 neu aufgelegt)
- 1954: „Ombra“, stapelbarer Stuhl (2009 neu aufgelegt)
- 1957: „Nuage“, Bücherregal (2012 neu aufgelegt)
- 1972: „Ventaglio“, Tisch aus Holz mit parallel und radial angeordneten Dreiecksformen (2004 neu aufgelegt)

## Schriften

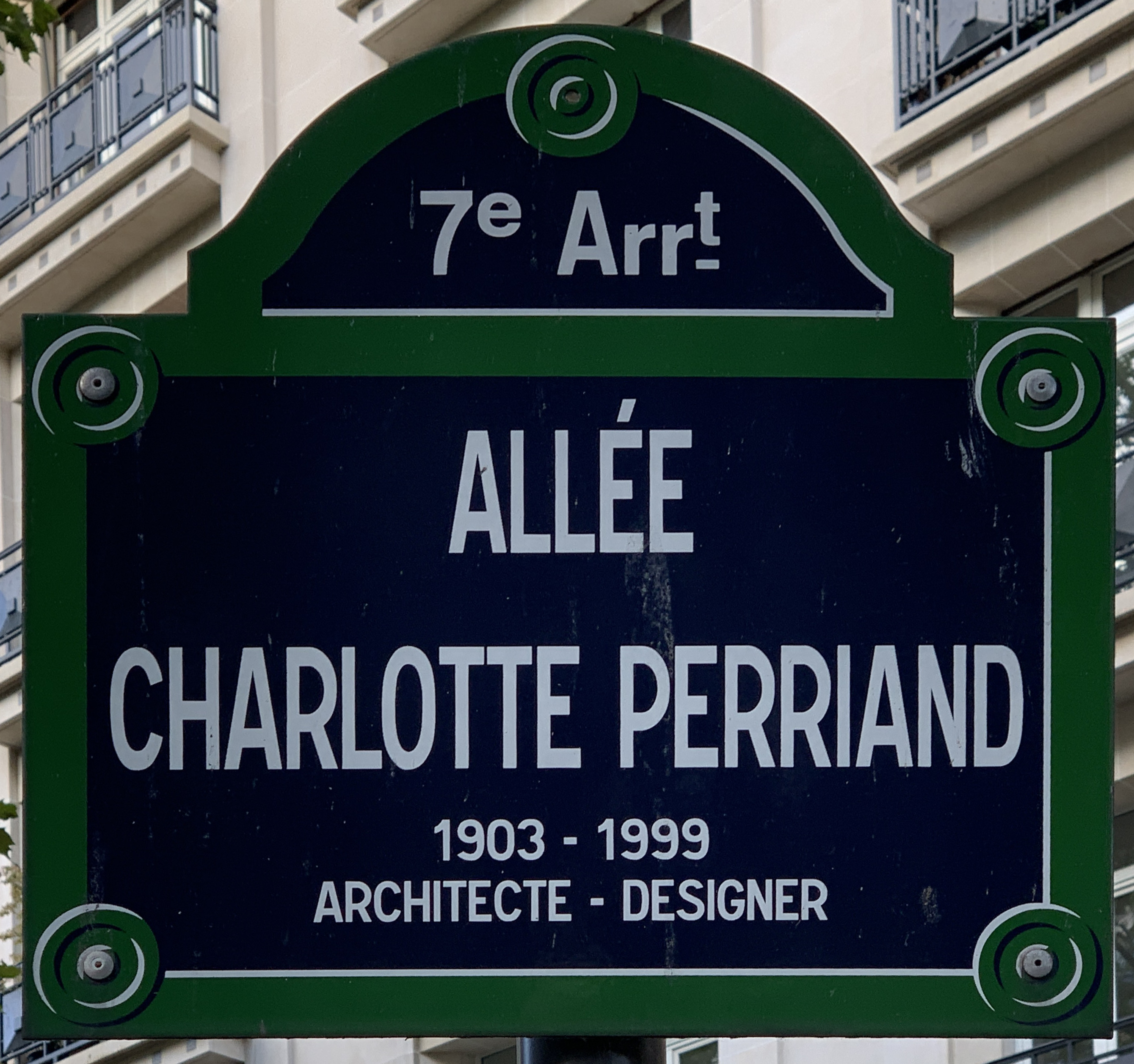
Allée Charlotte Perriand, Paris VII

- Charlotte Perriand: Une Vie de Création. Paris 1998, ISBN 2-7381-0602-1. (Autobiografie, in französischer Sprache)
  - A Life of Creation. New York 2003, ISBN 1-58093-074-3. (in englischer Sprache)

## Filme
- Das andere Bauhaus – Die Designerin Charlotte Perriand. (Originaltitel: Charlotte Perriand, pionnière de l'art de vivre.) Dokumentarfilm, Frankreich 2019, 52:20 Min., Buch und Regie: Stéphane Ghez, Produktion: arte France, Cinétévé, Fondation Louis Vuitton, Erstsendung: 13. Oktober 2019 bei arte, Inhaltsangabe von ARD.
- Design Signatur Perriand. (Originaltitel: Design Signé Perriand.) Acht Fernseh-Kurzfilme mit je 4–5 Min., Frankreich 2019, Buch und Regie: Émilie Valentin, Trickfilm: Damien Pelletier, Produktion: arte France, Fondation Louis Vuitton, Erstsendung: 2. Oktober 2019 bei arte, online-Videos aufrufbar bis zum 4. September 2022.
- Charlotte Perriand – Collecting Design. Dokumentarfilm, USA 2015, 43:39 Min., Moderation: Daniella Ohad, Produktion: New York School of Interior Design (NYSID), Reihe: Collecting Design, Internetpublikation: 11. Oktober 2015 bei YouTube, online-Video.